# Конджу
Конджу́ (кор. 공주시?, 公州市?, Конджу-си) — город в провинции Чхунчхон-Намдо, Республика Корея. Расположен на месте древнего города Унджин, столицы древнекорейского государства Пэкче. В начале XXI века существовали проекты по переносу столицы страны в Конджу.

## История
Люди издревле жили в районе Конджу. Здесь (на стоянке Сокчанни) археологами были найдены жилища людей эпохи палеолита. Это одно из древнейших человеческих поселений во всём регионе. Ускоренное развитие этой местности началось в 475 году, когда ван Мунджу перенёс столицу государства Пэкче из Вире в Унджин (так назывался тогда Конджу). Столицей город пробыл до 538 года, после чего королевский двор переехал в Саби. Во времена Объединённого Силла, в 686 году, приказом вана Синмуна название Унджина было сменено на Унчхон, а в 757 году город получил название Унджу. В 940 году (эпоха династии Корё) Конджу получил своё современное название. В 1895 году после административной реформы провинция Чхунчхондо была поделена между районами Конджу, Хонджу и Чхунджу. В состав района Конджу вошло 27 уездов. Позже, после объединения с Хонджу, Конджу стал центром провинции Чхунчхондо, объединяя 37 уездов.
В XX веке Конджу стал терять своё значение. В 1932 году правительство провинции Чхунчхон-Намдо переехало в Тэджон. В 1986 году Конджу получил статус города (си) и был поделён на город Конджу и уезд (кун) Конджу. В 1995 обе эти административные единицы были объединены в город Конджу.
11 августа 2004 года южнокорейский премьер-министр Ли Хэчхан объявил о планах по переносу столицы из Сеула в Конджу и уезд Йонги. Перенос должен был начаться в 2007 году. Для проекта выделялся участок площадью 72,91 км², полностью переезд должен был завершиться к 2030 году. Перенос столицы был призван уменьшить экономический и демографический дисбаланс между регионом Судогвоном с центром в Сеуле и остальной страной. Стоимость проекта оценивалась в сумму до 45 до 94 млрд долларов США. Против переноса столицы была развёрнута кампания и 21 октября 2004 года Конституционный суд Республики Корея постановил считать перенос столицы не соответствующим действующей Конституции страны. После этого правительство подготовило менее амбициозный проект по переносу в Конджу некоторых ветвей власти, оставив за Сеулом статус столицы. Сроки реализации этого проекта неизвестны.

## География
Конджу расположен в центральной части провинции Чхунчхон-Намдо. На востоке граничит с Йонги и Тэджоном, на западе — с Есаном и Чхонъяном, на севере — с Асаном и Чхонаном, и на юге — с Пуё, Нонсаном и Керёном. На территории, подчинённой городу, расположено две примечательные горы — Чхарёнсан и Керёнсан, являющиеся популярными горными курортами. По территории протекает крупная река Кымган, здесь в неё впадает несколько притоков.
Гора Чхарёнсан защищает Конджу от северных ветров, поэтому здесь немного более тёплый климат, чем в остальных городах и уездах провинции. Средняя температура летом — 23,3 °C, средняя температура зимой — около 1 °C.

## Туризм и достопримечательности
Достопримечательности Конджу — это прежде всего буддийское наследие эпохи Трёх государств:
- Буддийские монастыри Магокса, Синвокса, Капса, Тонхакса, Йонпхёнса, Сыноса. Старейшим из них является Магокса (постройка 642 года).[5]
- Крепость Консансон эпохи Пэкче.[6]
- Национальный музей Конджу. Был открыт в 1972 году. Здесь выставлены в основном реликвии периода Пэкче.[7]

## Символы
Как и все остальные города Южной Кореи, у Конджу есть ряд символов:
- Цветок: форзиция — является символом надежды.
- Дерево: дзельква — символизирует простоту и честность.
- Птица: сорока — является олицетворением дружелюбности и гостеприимности жителей города.
- Животное: медведь — символизирует честность и открытость.
- Маскот: весёлый медведь Хёдори — является одним из главных лиц в мифе об Унджине (древнее название Конджу).